# Ectoedemia chlorantis
Ectoedemia chlorantis là một loài bướm đêm thuộc họ Nepticulidae. Nó được miêu tả bởi Edward Meyrick năm 1928. Nó được tìm thấy ở Ontario.
Sải cánh dài khoảng 9 mm.